# SV2A
시냅스 소포 당단백질 2A, SV2A는 인간의 경우 2V2A 유전자가 암호화하는 시냅스 소포 단백질이다. 이 단백질은 항간전제인 레비티라세탐에 작용한다.